# Ducado de Maura
El ducado de Maura es un título nobiliario español con Grandeza de España que el rey Alfonso XIII concedió en 1930 al político e historiador Gabriel Maura Gamazo, ennoblecido en atención a los méritos de su padre Antonio Maura y Montaner, cinco veces presidente del Gobierno.
El matrimonio del i duque de Maura con Julia de Herrera y Herrera, v condesa de la Mortera, unió en la misma familia ambos títulos, usándose últimamente el condado de la Mortera por los primogénitos del duque de Maura.

## Otorgamiento
El Real Decreto 1572 de 20 de junio de 1930 expone y dispone lo siguiente: 

A propuesta del Ministro de Gracia y Justicia y de acuerdo con el parecer de Mi Consejo de Ministros, Vengo en decretar lo siguiente:
Artículo 1.° A fin de honrar la memoria de D. Antonio Maura y Montaner, se crea un título del Reino, con la denominación de Duque de Maura, con Grandeza de España, del que se hace merced a D. Gabriel Maura y Gamazo, para sí, sus hijos y sucesores legítimos.

Artículo 2.° El Gobierno presentará a las Cortes el oportuno proyecto de Ley, a fin de que esta merced se entienda libre de gastos.
Dado en Palacio a diez y nueve de Junio de mil novecientos treinta.
Real Decreto 1572

## Escudo de armas
El escudo de armas del ducado de Maura se compone de un campo de plata con cinco cetros de sable puestas en palo, colocados en aspa por los 5 gobiernos de Antonio Maura y en campo de plata dos fajas de gules rojas, por los dos atentados contra su persona.

## Duques de Maura
|                           | Titular                         | Periodo                   |
| Creación por Alfonso XIII | Creación por Alfonso XIII       | Creación por Alfonso XIII |
| ------------------------- | ------------------------------- | ------------------------- |
| i                         | Gabriel Maura y Gamazo          | 1930-1963                 |
| ii                        | Ramón Maura de Herrera          | 1963-1968                 |
| iii                       | Gabriela Maura de Herrera       | 1969-1972                 |
| iv                        | Ramiro Pérez-Maura de Herrera   | 1973-2001                 |
| v                         | Ramiro Pérez-Maura y de la Peña | 2003-actual titular       |

## Historia de los duques de Maura
- Gabriel Maura y Gamazo (1879-28 de enero de 1963), i duque de Maura.

Se casó el 19 de febrero de 1903 con Julia Herrera y Herrera, v condesa de la Mortera (1884-1968). Le sucedió su hijo:
- Ramón Maura y Herrera  (1912-18 de septiembre de 1968), ii duque de Maura[4] y vi conde de la Mortera.[5]

Se casó el 16 de julio de 1939 con María de la Concepción Rivera de Azpiroz (f. 20 de mayo de 1987). Le sucedió su hermana:
- Gabriela Maura y Herrera (1904-27 de octubre de 1972), iii duquesa de Maura.[4]

Se casó el 12 de octubre de 1933 con Ramiro Pérez de Herrera (f. 10 de 1972). Le sucedió su hijo:
- Ramiro Pérez-Maura y Herrera (1934-13 de marzo de 2001), iv duque de Maura,[4] vii conde de la Mortera.[6]

Se casó el 10 de julio de 1962 con Mercedes Lucía de la Peña y González-Camino (n. 1937). Le sucedió su hijo:
- Ramiro Pérez-Maura y de la Peña (n. 1963), v duque de Maura,[7] viii conde de la Mortera. Actual titular.

Se casó el 3 de junio de 1995 con María de Cabanyes y Treviño (n. 1965) hija de los marqueses de Loreto